# ليون لويس
ليون لويس (بالإنجليزية: Leon Lewis)‏ هو كاتب أمريكي، ولد في 8 أبريل 1833 في Southington, Connecticut ‏ في الولايات المتحدة، وتوفي في 28 أكتوبر 1920 في وينستد في الولايات المتحدة.